# Hydraena testacea
Hydraena testacea é uma espécie de insetos coleópteros polífagos pertencente à família Hydraenidae.
A autoridade científica da espécie é Curtis, tendo sido descrita no ano de 1830.
Trata-se de uma espécie presente no território português.